# Košarisko (přítok Opátky)
Košarisko je potok na východním Slovensku, v severozápadní části okresu Košice-okolí. Je to pravostranný přítok podpatkem, měří 3,4 km a je tokem VII. řádu.
Pramení ve Volovských vrších, v podcelku Kojšovská hoľa, na severozápadním svahu vrchu Predné holisko (948,6 m n. m.) v nadmořské výšce přibližně 770 m n. m. Od pramene teče na sever, vytváří oblouk prohnutý na západ a zprava přibírá přítok ze západního svahu Železného vrchu (818 m n. m.). Následně se obloukem stáčí na západ, zprava přibírá krátký přítok pramenící západně od kóty 812,4 ma zleva přítok z lokality Tokáreň. Nakonec protéká intravilánem obce Opátka, kde mění směr toku na severozápad a přímo v obci (severně od místního kostela) ústí v nadmořské výšce cca 445 m n. m. se vlévá do Opátky.